# Numa Goblet
Numa Eloi Goblet (Labuissière, 21 juli 1882 - Zinnik, 31 augustus 1945) was een Belgisch senator.

## Levensloop
De handelsagent Goblet werd in 1921 verkozen tot gemeenteraadslid van Zinnik en werd onmiddellijk tot burgemeester benoemd. Hij bleef dit ambt uitoefenen tot in 1927 en nogmaals van 1933 tot aan zijn dood.
In 1939 werd hij verkozen tot socialistisch provinciaal senator voor Henegouwen en vervulde dit mandaat tot aan zijn dood.